# Anchor Island (ö i Falklandsöarna)
Anchor Island är en ö i territoriet Falklandsöarna (Storbritannien). Den ligger i södra delen av ögruppen, 130 km sydväst om huvudstaden Stanley.